# Volksbank Nordharz
Die Volksbank Nordharz eG ist eine deutsche Genossenschaftsbank mit Sitz in der niedersächsischen Kreisstadt Goslar im Landkreis Goslar.

## Geschichte
Die heutige Volksbank Nordharz eG wurde am 19. Januar 1898 als „Goslarer Spar- und Darlehensverein“ in Goslar gegründet. Am 22. April 1994 fand die Fusion der Volksbank Goslar eG mit der Volksbank Vienenburg eG mit dem Sitz in Vienenburg und der Spar- und Darlehnskasse Nordharz in Immenrode eG mit dem Sitz in Immenrode zur Volksbank Nordharz eG statt. Bereits im Jahr 1994 fusionierte die Volksbank Goslar eG mit der Volksbank Oker eG mit dem Sitz in Oker. Die Hahnenkleer Bank eG mit dem Sitz in Hahnenklee fusionierte im Jahr 1982 mit der Volksbank Goslar eG.
Die damalige Spar- und Darlehnskasse Nordharz eGmbH entstand im Jahr 1969 durch die Fusion der Spar- und Darlehnskasse eGmbH Lengde mit dem Sitz in Lengde mit der Spar- und Darlehnskasse Immenrode eGmbH.

## Rechtsverhältnisse
Die Volksbank Nordharz eG ist im Genossenschaftsregister beim Amtsgericht Braunschweig unter GnR 110002 eingetragen.

## Organisationsstruktur
Rechtsgrundlagen sind das Genossenschaftsgesetz und die durch die Vertreterversammlung beschlossene Satzung. Organe der Bank sind der Vorstand, der Aufsichtsrat und die Vertreterversammlung.

## Sicherungseinrichtung
Die Volksbank Nordharz eG ist der amtlich anerkannten Sicherungseinrichtung des Bundesverbandes der Deutschen Volksbanken und Raiffeisenbanken GmbH und der zusätzlichen freiwilligen Sicherungseinrichtung des Bundesverbandes der Deutschen Volksbanken und Raiffeisenbanken e.V. angeschlossen.

## Geschäftsausrichtung
Die Volksbank Nordharz eG betreibt das Universalbankgeschäft. Im Verbundgeschäft arbeitet sie mit der DZ Bank, R+V Versicherung, Bausparkasse Schwäbisch Hall, Teambank, VR Leasing, DZ Hyp und der Union Investment zusammen.

## Geschäftsgebiet
Das Geschäftsgebiet liegt im Nordosten des Landkreises Goslar und im Süden des Landkreises Wolfenbüttel.
An diesen Orten betreibt die Bank Filialen:
- Goslar (Hauptstelle, jur. Sitz)
- Jürgenohl (Geschäftsstelle)
- Hahnenklee (Geschäftsstelle)
- Oker (Geschäftsstelle)
- Vienenburg (Geschäftsstelle)
- Schladen (Geschäftsstelle)